# Pierre-Paul Riquet

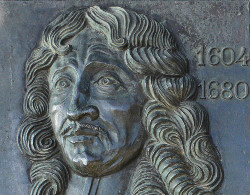
Bronzen plakkaat met de beeltenis van Riquet

Pierre-Paul Riquet de Bonrepos (29 juni 1609, Béziers – 1 oktober 1680, Toulouse) was de ontwerper en kanaalbouwer die verantwoordelijk was voor de bouw van de Canal du Midi in Frankrijk.
Riquet was een belastingambtenaar van de zoutbelasting. In 1662 benaderde hij minister Jean-Baptiste Colbert met zijn plannen voor een kanaal tussen de Garonne en de Aude. Colbert was gewonnen voor dit plan om zo de Golf van Biskaje en de Middellandse Zee via een kanaal te verbinden. Hij zorgde voor leningen van koning Lodewijk XIV en van de provincie Languedoc om het plan te realiseren. Riquet had geen technische opleiding genoten, maar gebruikte toch innovatieve technieken voor de bouw van het kanaal, zoals het gebruik van buskruit om harde rotsen te breken en de aanleg van een reservoir op het hoogste punt van het kanaal.
Pierre-Paul Riquet overleed nog voordat het kanaal helemaal klaar was. Hij was nog bezig aan de laatste sectie, de verbinding met de Middellandse Zee in Sète. Een jaar na zijn dood werd het Canal du Midi geopend.
In 1666 werd Riquet door koning Lodewijk XIV geadeld met de titel Baron de Bonrepos.